# 高家店镇
高家店镇，是中华人民共和国吉林省长春市农安县下辖的一个乡镇级行政单位。

## 行政区划
高家店镇下辖以下地区：
高家店社区、高家店村、玍家屯村、太平岭村、下甸子村、德盛堂村、田家油房村、李树园子村、三道岗村、刘家屯村、大洼子村、永安堡村、于家围子村、孙碗铺村和九德号村。